# Estación de Plaza de Toros
Plaza de Toros es una estación de la línea ML-4 de Metro Ligero de Madrid (Tranvía de Parla) situada en la calle Julio Romero de Torres, junto a la Plaza de Toros de Parla. También da servicio a las cocheras del Tranvía de Parla. Abrió al público el 6 de mayo de 2007.
Su tarifa corresponde a la zona B2 según el Consorcio Regional de Transportes.

## Accesos
- Plaza de Toros Calle Julio Romero de Torres, 18

## Líneas y conexiones

### Tranvía de Parla
| << cabecera | < estación                          | línea | estación >             | cabecera >> |
| ----------- | ----------------------------------- | ----- | ---------------------- | ----------- |
| circular    | Polígono Industrial Ciudad de Parla |       | Julio Romero de Torres | circular    |

### Autobuses
| Diurnos |                         |                                     |                           |
| Línea   | Destino                 | Parada                              | Operador                  |
| 469     | Madrid (Plaza Elíptica) | 13101 Picasso - Est. Plaza de Toros | Avanza Movilidad Integral |
| 469     | Parla (Parla Este)      | 13102 Picasso - Est. Plaza de Toros | Avanza Movilidad Integral |